# Ama Ata Aidoo
Ama Ata Aidoo, aussi connue sous son nom de baptême Christina Ama Aidoo, née le 23 mars 1942 à  et morte le 31 mai 2023, est une autrice, poète, dramaturge, ministre et universitaire ghanéenne.
Elle est secrétaire à l'Éducation au Ghana de 1982 à 1983 sous l'administration du PNDC de Jerry Rawlings. Elle produit sa première pièce, The Dilemma of a Ghost (en) en 1965, faisant d'elle la première dramaturge africaine publiée. En tant que romancière, elle remporte le Commonwealth Writers' Prize (en) en 1992 avec son roman Changes: A Love Story (en).En tant que professeur, elle aborde le thème de l'émancipation de la femme. En 2000, elle crée la Mbaasem Foundation (en) à Accra pour promouvoir et soutenir le travail des écrivaines africaines.

## Biographie

### Jeunesse et formation
Christina Ama Ata Aidoo naît le 23 mars 1942 à Abeadzi Kyiakor, près de Saltpond (en), dans la région centrale du Ghana. Certaines sources (dont Megan Behrent, Brown University et Africa Who's Who) déclartent qu'elle naît le 31 mars,. Elle a un frère jumeau, Kwame Ata,.
Elle grandit dans une famille royale du peuple Fanti, fille de Nana Yaw Fama, chef d'Abeadzi Kyiakor, et de Maame Abasema. Son grand-père est assassiné par des néocolonialistes,, ce qui attire l'attention de son père sur l'importance d'éduquer les enfants et les familles du village sur l'histoire et les événements de l'époque. Cela l'amène à ouvrir la première école de leur village. Cela l'incite à placer sa fille Ama Ata dans la Wesley Girls' High School de Cape Coast qu'elle fréquente à partir de 1957 et où elle décide de devenir écrivain,,.
Après le lycée, elle s'inscrit en 1961 à l'Université du Ghana située à Legon où elle obtient un baccalauréat ès arts en anglais et écrit sa première pièce, The Dilemma of a Ghost (en), en 1964. La pièce est publiée par Longman l'année suivante, faisant d'Ama Ata la première dramaturge africaine publiée.

### Carrière
Après l'obtention de son diplôme, Ama Ata obtient une bourse en écriture créative à l'Université de Stanford en Californie avant de retourner au Ghana en 1969 pour enseigner l'anglais à l'Université du Ghana. Elle y est chercheuse à l'Institut d'études africaines et chargée de cours en anglais à l'Université de Cape Coast, où elle accède au poste de professeur.
Ama Ata est nommée ministre de l'Éducation sous le Conseil provisoire de la défense nationale en 1982. Elle démissionne au bout de 18 mois, réalisant qu'elle ne parviendrait pas à atteindre son objectif de rendre l'éducation au Ghana librement accessible à tous.
Elle dépeint le rôle des femmes africaines dans la société contemporaine. Elle estime que l’idée du nationalisme est déployée par les dirigeants récents comme un moyen de maintenir les gens opprimés. Elle critique les Africains alphabétisés qui prétendent aimer leur pays mais qui seraient en réalité séduits par les avantages du monde développé. Elle croit en une identité africaine distincte, qu’elle considère d’un point de vue féminin. Elle développe de fortes opinions panafricanistes sur la nécessité de l'unité entre les pays africains et parle ouvertement des siècles d'exploitation des ressources et des peuples de l'Afrique,.
En 1983, elle déménage au Zimbabwe, où elle poursuit son travail dans le domaine de l'éducation, notamment en tant que développeuse de programmes pour le ministère de l'Éducation du Zimbabwe, ainsi qu'en écrivant. À Harare, elle publie un recueil de poèmes en 1985, Someone Talking to Sometime, et écrit un livre pour enfants intitulé The Eagle and the Chickens and Other Stories (1986).
À Londres, en Angleterre, en 1986, elle énonce un discours lors de la conférence Walter Rodney Visions of Africa organisée par le groupe de soutien de la maison d'édition Bogle-L'ouverture.
Ama Ata reçoit une bourse Fulbright en 1988, et devient écrivain en résidence à l'Université de Richmond, en Virginie en 1989, elle enseigne divers cours d'anglais au Hamilton College de Clinton, au début des années 1990.
En 1991, elle et la poète afro-américaine Jayne Cortez créent et coprésident l'Organization of Women Writers of Africa (OWWA), et les membres du conseil d'administration de l'OWWA comprennent J. E. Franklin (en), Cheryll Y. Greene (en), Rashidah Ismaili, Louise Meriwether., Maya Angelou, Rosamond S. King (en), Margaret Busby, Gabrielle Civil (en), Alexis De Veaux (en), LaTasha N. Diggs, Zetta Elliott (en), Donette Francis, Paula Giddings (en), Renée Larrier, Tess Onwueme, Coumba Touré, Maryse Condé, Nancy Morejón et Sapphire.
De 2004 à 2011, Ama Ata est professeur invité au département d'études africaines de l'Université Brown.
Elle préside le Festival du livre de l'Association ghanéenne des écrivains depuis sa création en 2011,.
Elle est un mécène du Etisalat Prize for Literature (en) (aux côtés de Dele Olojede, Ellah Wakatama Allfrey, Margaret Busby, Sarah Ladipo Manyika (en) et Zakes Mda), créé en 2013 en tant que plateforme pour les écrivains africains de premiers romans de fiction,.

### Écrits
Les pièces d'Ama Ata incluent The Dilemma of a Ghost, produit à Legon en 1964 (publié pour la première fois en 1965) et à Pittsburgh en 1988, et Anowa (en), publié en 1971 et produit au Gate Theatre de Londres en 1991,.
Ses œuvres de fiction traitent particulièrement de la tension entre les visions du monde occidentales et africaines. Son premier roman, Our Sister Killjoy (en), est publié en 1977 et reste l'une de ses œuvres les plus populaires. Il se distingue par son point de vue dissident sur la sexualité en Afrique, et en particulier sur les LGBT en Afrique. Alors qu'une idée populaire sur le continent est que l'homosexualité est étrangère à l'Afrique et constitue une intrusion d'idées de la culture occidentale dans une culture « africaine » pure et intrinsèquement hétérosexuelle, Ama Ata dépeint le personnage principal de Killjoy comme se livrant à ses propres fantasmes lesbiens, et entretenir des relations sympathiques avec des personnages lesbiens.
De nombreux autres protagonistes sont également des femmes qui défient les rôles stéréotypés des femmes de leur époque, comme dans sa pièce Anowa. Son roman Changes: A Love Story (en) a remporté le Commonwealth Writers' Prize (en) de 1992 pour le meilleur livre d'Afrique. Elle est également une poète accomplie (son recueil Someone Talking to Sometime a remporté le prix Nelson Mandela de poésie en 1987) et l'auteur de plusieurs livres pour enfants.
Elle contribue à la pièce "To be a woman" de l'anthologie de 1984 Sisterhood Is Global: The International Women's Movement Anthology, éditée par Robin Morgan. Son histoire "Two Sisters" apparaît dans l'anthologie de 1992 Daughters of Africa, éditée par Margaret Busby.
En 2000, elle fonde la Fondation Mbaasem, une organisation non gouvernementale basée au Ghana dont la mission est de « soutenir le développement et la durabilité des écrivaines africaines et de leur production artistique », qu'elle dirige avec sa fille Kinna Likimani et un conseil d'administration.
Elle est rédactrice en chef de l'anthologie African Love Stories (Ayebia, 2006), un recueil de 21 histoires écrites par des écrivains dont Chika Unigwe, Chimamanda Ngozi Adichie, Doreen Baingana, Nawal El Saadawi, Helen Oyeyemi, Leila Aboulela, Molara Ogundipe, Monica. Arac de Nyeko, Sarah Ladipo Manyika, Sefi Atta, Sindiwe Magona et Véronique Tadjo,. En 2012, elle publie une compilation de nouvelles : Diplomatic Pounds & Other Stories.

### Décès
Ama Ata Aidoo décède le 31 mai 2023 à Accra,,,,. Le président Nana Akufo-Addo annonce des funérailles nationales tout en la décrivant comme « une écrivaine exceptionnelle, défenseure de la cause des femmes, de la cause des Africains et des peuples progressistes du monde entier »,. Le 13 juillet, ses funérailles ont lieu sur le parvis de la State House, suivies d'une cérémonie dans sa ville natale d'Abeadze Kyiakor le 15 juillet, ainsi qu'un service religieux d'action de grâce et un enterrement le dimanche 16 juillet,.

## Prix et reconnaissances
Ama Ata Aidoo reçoit plusieurs prix, dont le prix du Mbari Club en 1962 pour sa nouvelle "No Sweetness Here", et le Prix des écrivains du Commonwealth de 1992 pour le meilleur livre (Afrique) pour son roman Changes.
En 2012, le volume Essays in honour of Ama Ata Aidoo at 70 est publié, édité par Anne V. Adams, avec des contributeurs dont Atukwei Okai, Margaret Busby, Maryse Condé, Micere Mugo, Toyin Falola, Biodun Jeyifo, Kofi Anyidoho, Naana Jane. Opoku-Agyemang, Naana Banyiwa Horne, Nana Wilson-Tagoe, Carole Boyce Davies, Emmanuel Akyeampong, James Gibbs, Vincent O. Odamtten, Jane Bryce, Esi Sutherland-Addy, Femi Osofisan, Kwesi Yankah, Abena Busia, Yaba Badoe, Ivor Agyeman -Duah, Chikwenye Okonjo Ogunyemi, Ngugi Wa Thiong'o, Kinna Likimani et autres,,.
Elle fait l'objet d'un film documentaire de 2014, The Art of Ama Ata Aidoo, réalisé par Yaba Badoe,,.
Le Prix du livre Aidoo-Snyder, décerné par le Women's Caucus de l'Association des études africaines pour un livre exceptionnel publié par une femme qui donne la priorité aux expériences des femmes africaines, est nommé en l'honneur d'Ama Ata Aidoo et de Margaret C. Snyder, fondatrice directrice de l'UNIFEM.
En 2016, les pièces d'Aidoo , The Dilemma of a Ghost et Anowa, sont incluses dans la sélection de drames africains aux examens internationaux de Cambridge.
Lancé en mars 2017, le Centre Ama Ata Aidoo pour l'écriture créative (Centre Aidoo), sous les auspices de l'École d'études en communication Kojo Yankah du Collège universitaire africain de communication (AUCC) à Adabraka, Accra, est nommé en son honneur – le premier centre de ce type en Afrique de l’Ouest, avec Nii Ayikwei Parkes comme directeur.
- The Dilemma of a Ghost (en) (pièce de théâtre), Accra : Longman, 1965. New York : Macmillan, 1971[10],[64],[65],[66].
- Anowa (en) (pièce basée sur une légende ghanéenne), Londres : Longman, 1970. New York : Humanities Press, 1970[67].
- No Sweetness Here: A Collection of Short Stories, Londres : Longman, 1970. New York : Doubleday[68],[69].
- Our Sister Killjoy (en) (roman), Longman, 1977[10],[70].
- Someone Talking to Sometime (recueil de poésie), Harare : College Press, 1986[69],[71].
- The Eagle and the Chickens and Other Stories (pour les enfants), Enugu : Tana Press, 1986[69].
- Birds and Other Poems, Harare : College Press, 1987[71].
- An Angry Letter in January (poèmes), Coventry : Dangaroo Press, 1992, (ISSN 0106-5734)[72].
- Changes: A Love Story (en) (roman), Londres : The Women's Press, 1991. New York : Feminist Press à la City University of New York, 1993[10] .
- The Girl Who Can and Other Stories, Accra : éditeurs subsahariens,  (ISBN 978-0435910136) ; African Writers Series, 1997.
- Diplomatic Pounds & Other Stories, Ayebia Clarke Publishing, 2012, (ISBN 978-0956240194).

- African Love Stories: An Anthology, Ayebia Clarke Publishing, 2006. (ISBN 978-0-9547023-6-6).